# Trineurocephala angustifrons
Trineurocephala angustifrons är en tvåvingeart som först beskrevs av Günther Enderlein 1912.  Trineurocephala angustifrons ingår i släktet Trineurocephala och familjen puckelflugor. Inga underarter finns listade i Catalogue of Life.